# Silverlake Life: The View from Here
Pour plus de détails, voir Fiche technique et Distribution.
Silverlake Life: The View from Here (L'amour contre la mort) est un film documentaire des États-Unis d'Amérique sorti en 1993, consacré à deux hommes atteints du SIDA.

## Sujet
Tom Joslin et Mark Massi sont amants. Ils vivent ensemble depuis 22 ans et tiennent un journal vidéo. 
Tom Joslin (29 novembre 1946 - 1er juillet 1990) est un ancien professeur de cinéma au Hampshire College et un réalisateur (Blackstar: Autobiography of a Close Friend, 1976). Mark Massi (décédé le 1er juillet 1991) est un ancien acteur de séries télévisées (Rick Hunter, les Routes du paradis).
Les deux hommes sont séropositifs, sidéens et touchés par le sarcome de Kaposi. Ils racontent leur découverte de l'homosexualité, la progression du mouvement de libération gay, et la découverte de leurs contaminations par le VIH. Le film rend compte aussi de l'impuissance face aux maladies opportunistes, la recherche de moyens personnels de les soulager. Ils montrent leur vie quotidienne et leur agonie. Tom se montre sarcastique et pessimiste, tandis que Mark essaye de voir cette épreuve comme un challenge et, dans son optimiste, va jusqu'à tenter des remèdes venus de "médecine parallèle" (magnétiseur, herboriste). 
Tous les deux meurent des suites du sida. Tom décède le 1er juillet 1990, sous l’œil de la caméra de Mark. Un an plus tard, jour pour jour après son compagnon, Mark succombe le 1er juillet 1991. Ils avaient tous les deux 43 ans à leur mort.
Un ami, Peter Friedman, ancien élève de Tom Joslin, reprendra la réalisation du documentaire pour le mener à bien malgré le décès de ses protagonistes et de son créateur. D'abord film personnel, Silverlake Life: The View from Here est devenu un témoignage indispensable sur les ravages du sida.[réf. souhaitée]

## Fiche technique
- Réalisation : Peter Friedman et Tom Joslin
- Durée : 99 minutes

## Production
Le film devait au départ se focaliser sur Mark Massi, mais après que les premiers symptômes du SIDA se soient manifestés chez Tom Joslin, le film s'est concentré sur lui. Après la mort de Tom, le film est complété par Peter Friedman, un de ses anciens étudiants.

## Réception
- Meilleur film documentaire au Festival de Berlin en 1993.
- Prix de l'Association Internationale du Documentaire en 1993.
- Prix du film indépendant ou expérimental de l'Association de critiques de film de Los Angeles.
- Grand Prix du jury pour un documentaire au Festival de Sundance en 1993.
- Teddy Award du meilleur documentaire lors de la Berlinale de 1993

## Autour du film
Le film a été diffusé à la télévision française sur Arte le 15 juin 1993 sous le titre L'amour contre la mort.